# Lindengewächse

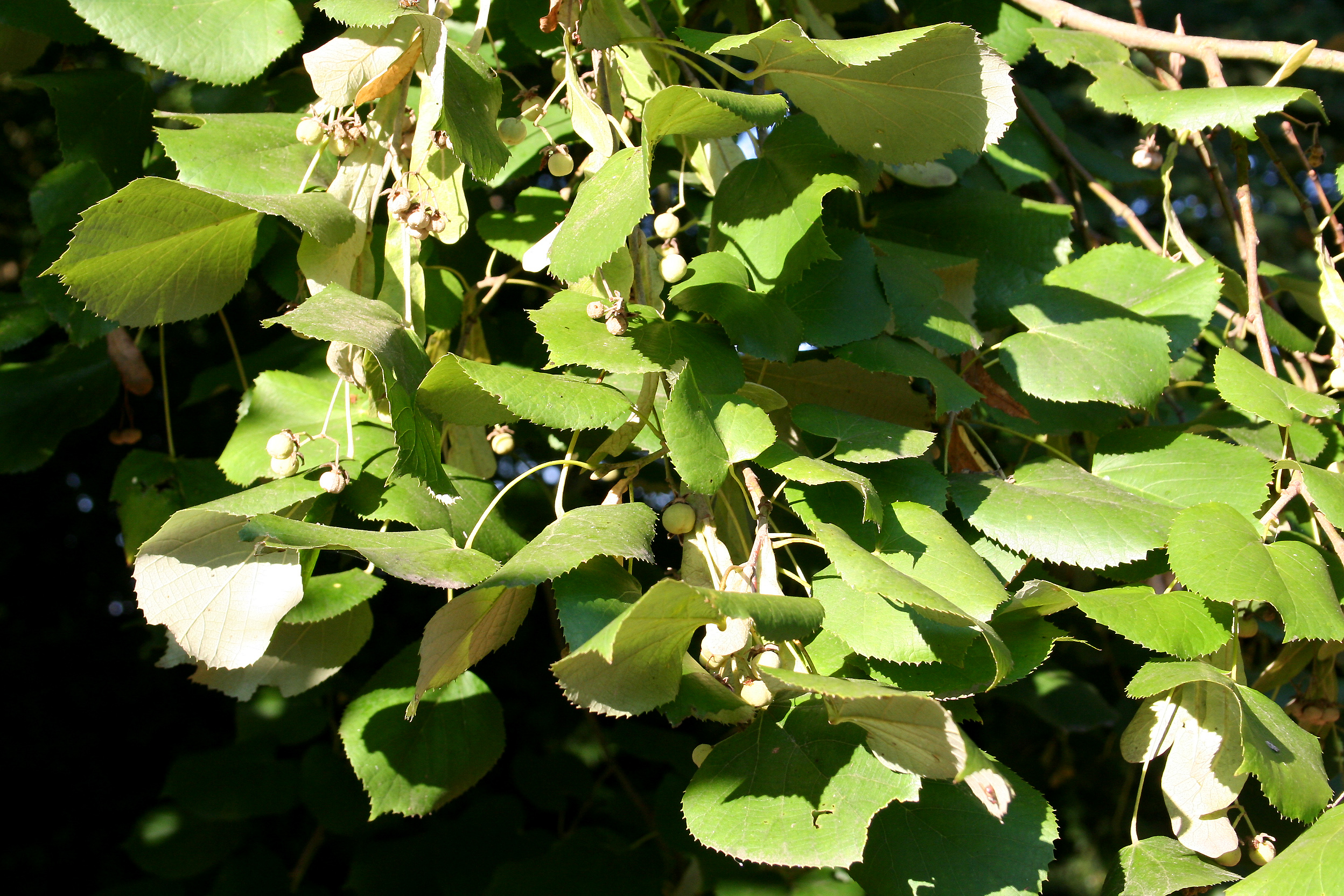
Tilia tomentosa

Die Lindengewächse (Tilioideae) gelten als eine Unterfamilie der Malvengewächse (Malvaceae). Die Tilioideae standen früher als "Tiliaceae" im Rang einer Familie. Zu ihnen gehören drei Gattungen und etwa 50 Arten. Sie sind überwiegend in den gemäßigten bis subtropischen Gebieten der Nordhalbkugel beheimatet.

## Systematik
In der Unterfamilie der Lindengewächse (Tilioideae) gibt es drei Gattungen mit 39 bis 50 Arten:
- Craigia W.W.Sm. & W.E.Evans: Die etwa zwei Arten kommen in China und im nördlichen Vietnam vor:
  - Craigia kwangsiensis H.H.Hsue: Sie kommt oder kam im nordwestlichen Guangxi vor. Die Art ist möglicherweise schon ausgestorben.[1]
  - Craigia yunnanensis W.W.Sm. & W.E.Evans: Sie kommt im westlichen Guangxi (Jingxi, Napo), im südlichen Guizhou (Dushan), im südöstlichen Xizang (Mêdog), im südöstlichen und westlichen Yunnan (Malipo, Ruili, Xichou) und außerdem im nördlichen Vietnam vor.[1]
- Mortoniodendron Standl. & Steyerm.: Die etwa neun Arten kommen in Zentralamerika vor.
- Linden (Tilia L.): Die 20 bis 40 Arten gedeihen hauptsächlich in gemäßigten bis subtropischen Gebieten.